# Perdita macneilli
Perdita macneilli är en biart som beskrevs av Timberlake 1964. Perdita macneilli ingår i släktet Perdita och familjen grävbin. Inga underarter finns listade i Catalogue of Life.